# فالنتين دبيس
فالنتين دبيس (بالفرنسية: Valentin Debise)‏ مواليد 12 فبراير 1992، هو متسابق دراجات نارية فرنسي. نافس في سباقات بطولة العالم لفئة 250 سي سي ولفئة 125 سي سي ولفئة 50 سي سي. كما شارك في بطولة العالم للسوبرسبورت.

## روابط خارجية
- فالنتين دبيس على موقع MotoGP.com (الإنجليزية)
- فالنتين دبيس على موقع WorldSBK.com (الإنجليزية)